# Yousra El Bouhairi
Yousra El Bouhairi, née le 20 avril 1997, est une judokate marocaine.

## Carrière
Dans la catégorie des moins de 57 kg, Yousra El Bouhairi est médaillée d'argent des Championnats d'Afrique des moins de 21 ans en 2017.
Elle remporte la médaille de bronze par équipe mixte aux Championnats d'Afrique de judo 2022 à Oran. 